# Synsacrum

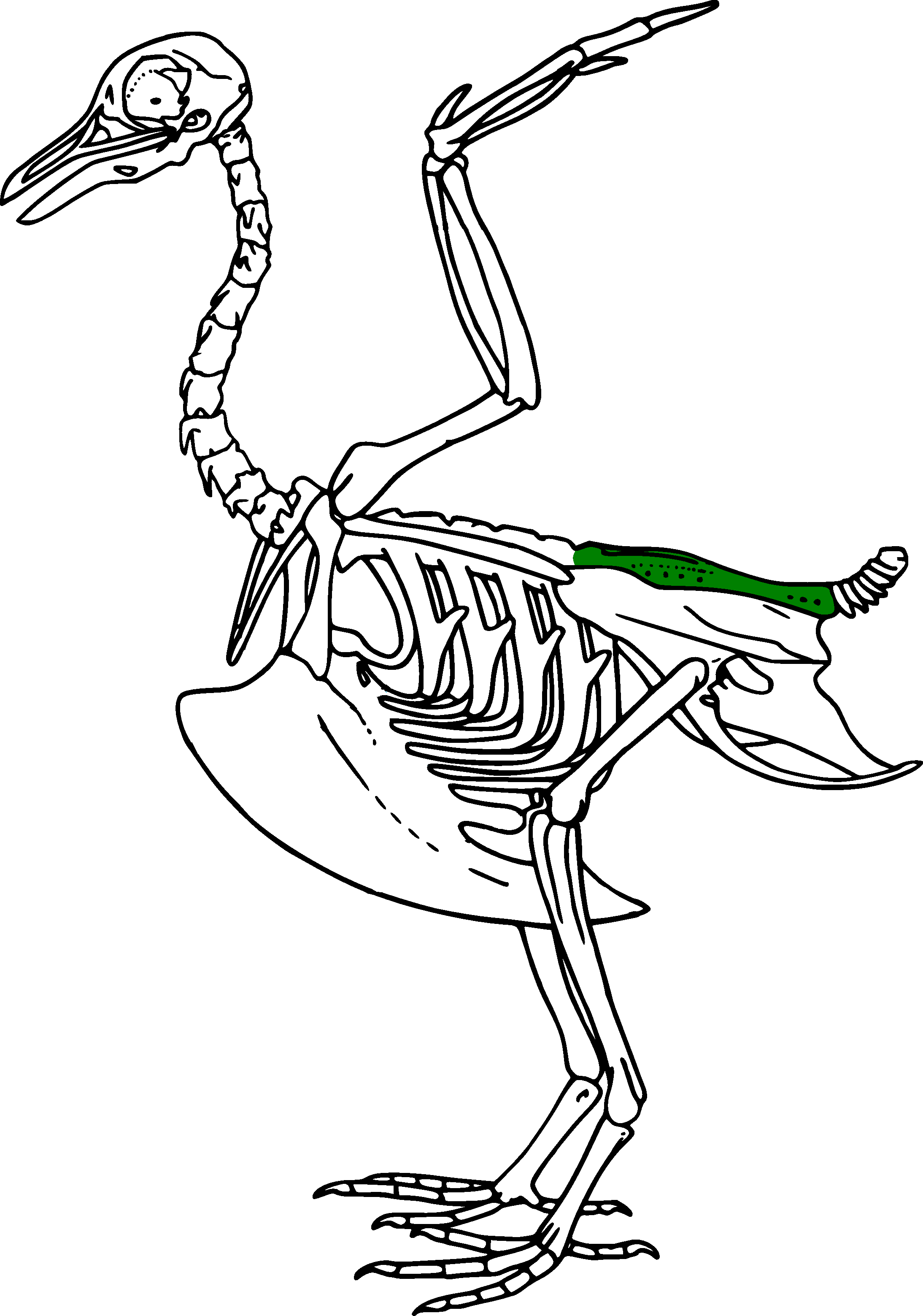
synsacrum

Het synsacrum is een wervelstructuur van de romp van pterosauriërs en dinosauriërs waaronder de vogels waarbij het sacrum verlengd is door geheel of gedeeltelijk ermee vergroeide staartwervels of lendenwervels. Achter het synsacrum liggen nog enkele staartwervels. De laatste is de pygostylus, waaraan de lange, stijve staartveren vastzitten. Het middelste deel van het synsacrum is verdikt en bevat het corpus gelatinosum, een orgaan dat mogelijk aan het evenwicht bijdraagt.